# Jeg vil synge om en helt
Jeg vil synge om en helt är en dansk sång (mest barnsång) om amiral Peter Wessel Tordenskiold, en stor dansk/norsk hjälte under det stora nordiska kriget. Flera av verserna avspeglar episoder om Tordenskiolds liv som inte gått att belägga historiskt och i flera fall avvisats som uppdiktade myter. Sången finns i många versioner, nedan visas en av de kortare.